# 544-я пехотная дивизия (вермахт)
544-я пехотная дивизия (нем. 544. Grenadier-Division) — тактическое соединение сухопутных войск вооружённых сил нацистской Германии периода Второй мировой войны.

## История
544-я пехотная дивизия была сформирована 10 июля 1944 года как «заградительная дивизия» на территории военного полигона Графенвёр во время 29-й волны мобилизации вермахта. Для её формирования использовались подразделения дивизии-тени «Графенвёр».
После завершения комплектования и подготовки, дивизия вошла в состав 11-го армейского корпуса СС обергруппенфюрера СС и генерала войск СС Маттиаса Кляйнхайстеркампа. 9 октября 1944 года дивизия была переименована в 544-ю народную пехотную (544. Volksgrenadier-Division). С октября оборонялась на рубежах реки Нарев в центральной Польше.
В феврале 1945 года после разгрома в Висло-Одерской операции, дивизия отступила в Силезию. В апреле 544-я народная пехотная дивизия с боями отступила в Богемию, где была окончательно уничтожена советскими войсками.

## Местонахождение
- с июля по август 1944 (Галиция)
- с августа 1944 по январь 1945 (Польша)
- с января по апрель 1945 (Силезия)
- с апреля по май 1945 (Богемия)

## Подчинение
- 11-й армейский корпус СС 17-й армии группы армий «Северная Украина» (10 июля 1944 — 9 января 1945)
- 59-й армейский корпус 1-й танковой армии группы армий «Центр» (январь — апрель 1945)

## Командиры
- генерал-лейтенант Вернер Эриг (7 июля 1944 — 6 апреля 1945)

## Состав
- 1082-й пехотный полк (Grenadier-Regiment 1072)
- 1083-й пехотный полк (Grenadier-Regiment 1083)
- 1084-й пехотный полк (Grenadier-Regiment 1084)
- 1544-й артиллерийский полк (Artillerie-Regiment 1544)
- 1544-й противотанковый дивизион (Panzerjäger-Abteilung 1544)
- 544-я фузилёрная рота (Füsilier-Kompanie 544)
- 544-й батальон связи (Nachrichten-Abteilung 544)
- 1544-й отряд материального обеспечения (Nachschubtruppen 1544)
- 1544-й полевой запасной батальон (Feldersatz-Bataillon 1544)